# Associació per a la Revitalització dels Centres Antics
L'Associació per a la Revitalització dels Centres Antics, més coneguda com a ARCA Patrimoni, és una associació ciutadana de caràcter patrimonial, creada a Palma (Mallorca, Illes Balears) l'any 1987.

## Objectius
L'entitat treballa per divulgar, protegir i conservar el patrimoni de l'illa de Mallorca, de cara a donar-li visibilitat i conscienciar del seu valor a la ciutadania i als responsables polítics. Reivindica la seva conservació i preservació, així com la difusió dels seus valors historicoculturals. La seva tasca defensa elements patrimonials de qualsevol caràcter (paisatgístic, econòmic, industrial, artístic, arquitectònic o cultural), més enllà d'una visió simplement monumental, fomentant la iniciativa i la participació ciutadana.

## Activitat
ARCA ha format part habitualment dels òrgans de participació ciutadana creats per l'administració els darrers anys. A l'Ajuntament de Palma forma part de la Comissió de Centre Històric i del Consell de Model de Ciutat. A nivell insular, forma part de la Ponència tècnica de Patrimoni del Consell de Mallorca.
L'entitat està dirigida per una junta directiva escollida cada dos anys que decideix l'estratègia i els temes patrimonials d'actualitat. No està vinculada a cap partit polític i no té guanys econòmics amb les seves accions. Les activitats solen ser organitzades pels seus socis i simpatitzants (conferències, xerrades i tertúlies al local social, excursions, campanyes, etc.) i es financien amb les quotes dels seus associats.
L'entitat atorga anualment els premis a la protecció i a la destrucció del patrimoni a aquelles persones físiques o jurídiques que han destacat positivament o negativament en sengles aspectes.

## Local social
Des del 1989 la seva seu va ser el casal gòtic de Can Weyler, en el centre històric. Degut al seu mal estat, que va obligar a clausurar-lo, l'entitat es va traslladar el 2011 a un local actual del carrer Can Oliva, situat devora La Rambla de la ciutat. Allà s'hi celebren bona part de les activitats planificades per l'associació.

## Reconeixements
- Medalla d'Or de la Comunitat Autònoma de les Illes Balears (2008).[6]